# Baptisten in Großbritannien

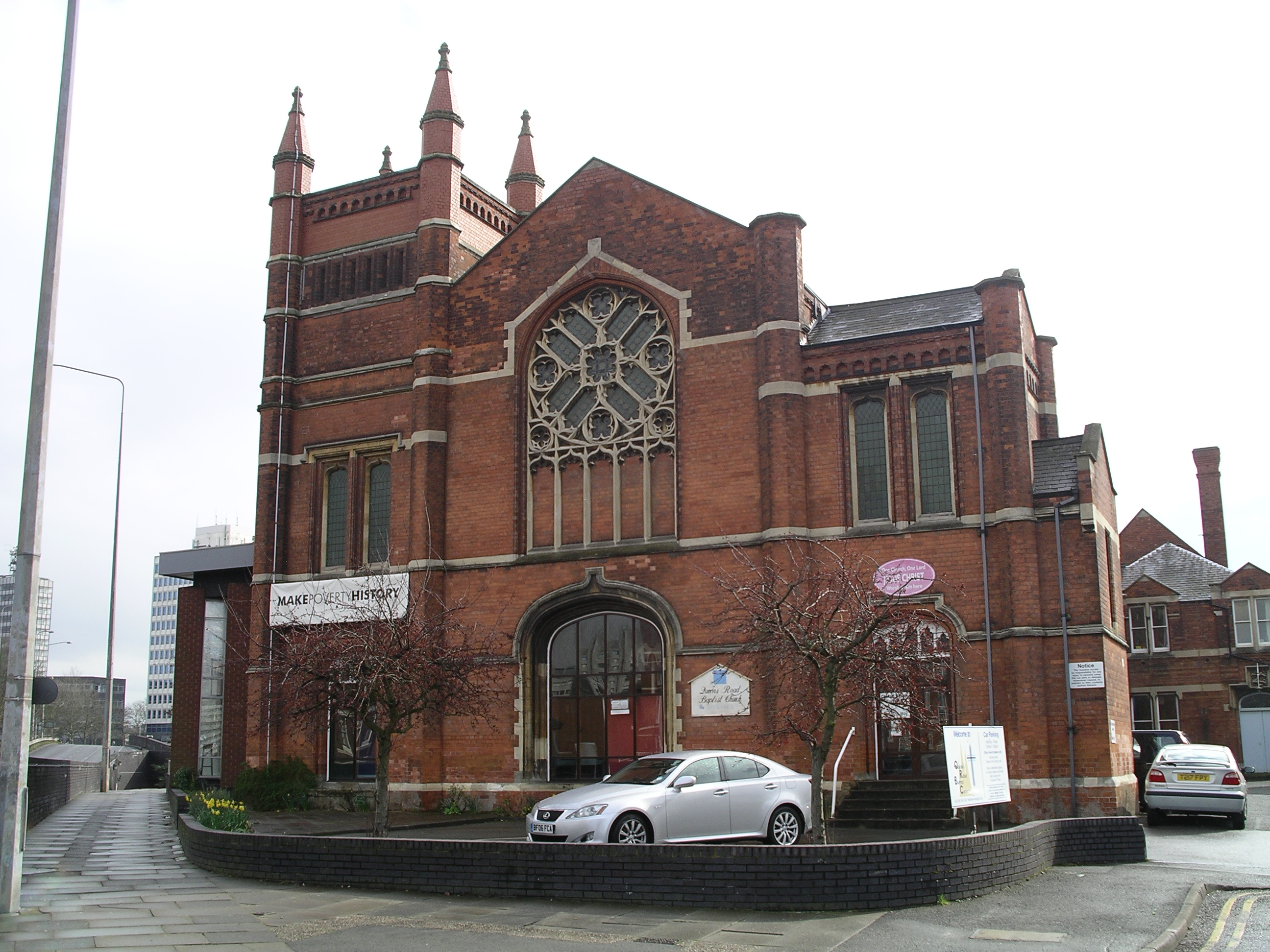
Queen´s Road Baptistenkirche in Coventry

Die Baptisten in Großbritannien haben ihre geschichtlichen Wurzeln in der von Thomas Helwys 1611 in Spitalfield bei London gegründeten ersten britischen Baptistengemeinde. Im Laufe der Zeit entstanden mehrere baptistische Unionen. Die Größten unter ihnen sind die Baptist Union of Great Britain, die Baptist Union of Wales und die Baptist Union of Scotland.

## Ursprünge
Kerngruppe dieser ersten Gemeinde waren englische Kongregationalisten, die 1606 als Glaubensflüchtlinge ihre Heimat verlassen und sich in Amsterdam als Asylanten niedergelassen hatten. Hier konstituierten sie sich unter mennonitischem Einfluss als Gemeinde gläubig getaufter Christen. Die Leitung übernahmen John Smyth und Thomas Helwys. Während Helwys und einige Anhänger 1611 nach England zurückkehrten, verblieb ein Teil der Flüchtlingsgemeinde unter der Leitung Smyths in den Niederlanden und ging im Laufe der Geschichte in der mennonitischen Bewegung auf. Ein weiterer Teil wanderte in die Vereinigten Staaten aus und legte dort den Grundstein für die Entstehung des amerikanischen Baptismus (siehe Roger Williams). 
Bereits in frühen Jahren erlebte die junge baptistische Bewegung eine Spaltung in sogenannte General und Particular Baptists. Lehrten die Letztgenannten unter calvinistischem Einfluss, das Opfer Jesu Christi habe nur eine Bedeutung für die Erwählten, betonten die General Baptists, die Erlösung durch Jesus Christus gelte grundsätzlich allen Menschen; sie müssten es nur aufgrund einer freien Willensentscheidung annehmen (Arminianismus).
1792 gründeten die calvinistisch orientierten Baptisten die Particular Baptist Missionary Society among the Heathen (deutsch: Missionsgesellschaft der Parikular-Baptisten unter den Heiden). Zur Leitung dieser Missionsgesellschaft gehörten Andrew Fuller, John Sutcliff und William Carey.

### Baptist Union of Great Britain

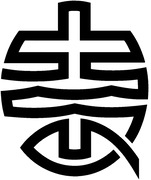
Altes Logo der Baptist Union

## Baptistische Zusammenschlüsse in Großbritannien

### Association of Baptist Churches in Ireland
Die Association of Baptist Churches in Ireland ist ein Zusammenschluss baptistischer Gemeinden in Nordirland, Vereinigtes Königreich und der Republik Irland. Die Verwaltungszentrale der Vereinigung hat ihren Sitz in Moira (Nordirland). Sie gehört nicht der Europäisch-Baptistischen Föderation sowie dem Baptistischen Weltbund an.

### Weitere kleinere Baptistenbünde
Neben den erwähnten Zusammenschlüssen existieren in Großbritannien eine Reihe weiterer baptistischer Verbände, die nicht zur Europäisch-Baptistischen Föderation sowie zum Baptistischen Weltbund gehören:
- Freie Baptistenkirchen
- Old Baptist Union
- Strict Baptists
- Association of Grace Baptist Churches
- Grace Baptist Assembly (verschwistert mit der Association of Grace Baptist Churches)

Insgesamt haben diese Unionen ca. 20.000 Mitglieder.

## Bekannte Baptisten
- Thomas Cook (1808–1892), britischer Tourismus-Pionier